# Tana bru (bro)
 For alternative betydninger, se Tana bru. (Se også artikler, som begynder med Tana bru)
Tana bru er en norsk stål-hængebro på 220 meter med som krydser elven Tana i Finnmark fylke. Broen er 220 meter lang og har et hovedspænd på 194 meter. Gennemsejlingshøjden er otte meter, og broen har tre spænd. Broen blev åbnet i 1948 og er i dag en del af Europavej E6 og Europavej E75. Tana bru er under 6 meter bred,, og den maksimalt tilladte køretøjshøjde på broen er 4,00 meter. Broen har givet navn til byen Tana bru som ligger ved broen på vestsiden af Tanaelven.
Tana bru er et trafikalt knudepunkt i Øst-Finnmark. Europavej E6 og Europavej E75 krydser broen. På østsiden fortsætter E6 mod Kirkenes, E75 mod Vadsø og Vardø og fylkesveg 890 går mod Båtsfjord og Berlevåg. På vestsiden fortsætter E6 til Karasjok, Alta og Finland, og fylkesveg 98 går til Lakselv og giver forbindelse til Nordkinnhalvøen.
- Billeder af Tana bru

## Tidligere broer
Den første bro over Tana blev bygget i 1939. Den lå i Sieidda og var lavet af træ. På grund af isen måtte broen tages ned om efteråret, men blev sat op igen næste sommer. Tyskerne startede bygning af en permanent bro under anden verdenskrig. Den blev sprængt 6. november 1944 kort tid før den færdig for at forhindre fremrykning af russiske tropper.

## Ny Tana bru
En ny bro er ved at blive bygget 100 m syd for broen fra 1948 (opstrøms). Byggeriet startede i januar 2016, og skal efter planen være færdig i september 2019. Den nye bro vil blive en skråstagsbro på 260 meter og med et hovedspænd på 234 meter. Den vil blive 14 meter bred og have fortov på begge sider. Når den nye bro er færdig, vil den nuværende bro blive revet ned.